# Kingdom
Kingdom is een Britse televisieserie die in 2007–2009 voor het eerst werd uitgezonden. Stephen Fry speelt de titelrol van Peter Kingdom, advocaat op het platteland van Norfolk.

## Verhaal
Peter Kingdom (Stephen Fry) vormt de helft van het advocatenkantoor Kingdom & Kingdom, gevestigd in de fictieve landelijke plaats Market Shipborough in het graafschap Norfolk. De andere helft wordt gevormd door zijn broer Simon, die echter negen maanden voor de eerste aflevering spoorloos verdwenen is. In het tweede seizoen duikt hij weer op. Daarnaast zijn er onder meer Peters labiele halfzus Beatrice Kingdom (Hermione Norris) en stagiair Lyle Anderson (Karl Davies).
In iedere aflevering behandelt Kingdom een of meer zaken op verzoek van (vaak nogal excentrieke) inwoners van de plaats. Verhaallijnen zoals die rond Simons verdwijning zijn over meerdere afleveringen uitgespreid.

### Seizoen 1
| Aflevering | Samenvatting |
| ---------- | --- |
| 1          | Wanneer Peter Kingdom bijna zijn rouwperiode betreffende het overlijden van zijn broer Simon, die zelfmoord pleegde, wil afsluiten, wordt zijn leven alweer overhoopgezet door de komst van zijn halfzus Beatrice. Beatrice heeft besloten om de psychiatrische instelling te verlaten en in te wonen bij Peter. Daarbij wil ze de woning en het advocatenkantoor een grondige opfrisbeurt geven. Dorpsgek Sidney schakelt de hulp in van Peter Kingdom om de bouw van een nieuw winkelcentrum tegen te gaan. Sidney heeft in de gemeente op verschillende plaatsen lapjes grond gekocht van slechts enkele vierkante meter en wil deze niet verkopen. Verder vechten twee broers het testament aan van hun moeder omdat volgens hen niet al het geld werd verdeeld. Wat zij niet wisten, is dat ze nog een zuster hebben die lijdt aan het syndroom van Down. |
| 2          | Een vrouw beweert dat haar baby werd ontvoerd door haar voormalige werkgever. Beatrice heeft beslist om het classificatiesysteem in het kantoor aan te passen aan haar noden zonder de mening te vragen aan Gloria en Peter. Peter is verbaasd wanneer de gsm van Simon plots belt en de oproep uit het buitenland komt. |
| 3          | Een vader en zijn zoon schakelen de hulp in van Peter. Hun vissersboot is ontploft en de verzekeringsmaatschappij weigert uit te betalen. Lyle achterhaalt dat de vader in het verleden fraude pleegde door hun vorige boot met opzet te laten zinken. Lyle beslist dan maar om zelf te duiken om zo op zoek te gaan naar het wrak, maar de stroming is te sterk en hij denkt aangespoeld te zijn in Frankrijk. Beatrice start een relatie met Alan en ze beslist om te poseren als naaktmodel in de lokale kunstacademie. De gemeenteraad neemt wraak op Sidney door allerhande obstakels voor zijn huisdeur te plaatsen. Peter komt in contact met de familie Waller en is verbaasd dat zij regelmatig geld krijgen gestort van een rekeningnummer op naam van Simon Kingdom. |
| 4          | De ouders van een studente willen Cambridge University aanklagen omdat hun dochter niet werd toegelaten. Peter neemt contact op met een docent waarvan hij destijds ook les kreeg. Deze docent bleek gecontacteerd te zijn door Simon kort voor zijn verdwijning. Gloria is weemoedig omdat haar man een jaar eerder stierf. Haar zoon wordt opgepakt door de politie omwille van vandalisme. Sidney spant een rechtszaak aan tegen een gasbedrijf dat zich wil vestigen op een weide waar schapen grazen. De zaak wordt toegewezen aan Lyle. |
| 5          | Een vrouw wil scheiden van haar man nadat ze ontdekt dat hij een travestiet is. Een zigeunerfamilie stelt hun kamp op in een wei die weldra wordt verkocht aan een gekende jockey. De jockey wil dat de zigeunerfamilie onmiddellijk vertrekt. Lyle wordt aangesteld als onderhandelaar, maar komt tot de conclusie dat de zigeuners mogen blijven zolang de weide niet verkocht is. Wanneer een renpaard wordt ontvoerd, worden de zigeuners verantwoordelijk gesteld. Echter heeft Scott het paard gestolen omdat hij met zijn klasgenoten wedstrijden heeft afgesloten. Aangezien hij minderjarig is, mag hij het gokkantoor niet binnen en vreest hij dat hij wordt afgetuigd door zijn vrienden. Als het bewuste paard niet kan deelnemen, hoeft hij enkel het opgehaalde geld terug te verdelen. |
| 6          | Een oudere Joodse man contacteert Kingdom & Kingdom omdat zijn eerder vervallen huis door de gemeente dreigt gesloopt te worden. Lyle neemt de zaak aan en er ontstaat een emotionele vriendschapsband nadat Lyle de verhalen over Auschwitz hoort. De man blijkt ook al jaren zijn post niet meer te lezen, maar houdt deze wel bij, en weigert elke vorm van betaling. Zo blijkt hij ook al jarenlang geen huurgeld meer betaald te hebben. Lyle achterhaalt dat, net door het feit van de wanbetaling en dat de man daarvoor nooit werd gedagvaard, de feiten sowieso zijn verjaard. Meer nog: volgens het wetboek is de man hierdoor ondertussen eigenaar geworden van de grond en het huis. Peter is geschokt wanneer Honor, een jonge vrouw, beweert zwanger te zijn van Simon en dat het kind werd verwekt na zijn zelfmoord. In het dorpje is het het jaarlijkse volksfestival. Peter zijn hulp wordt ingeschakeld nadat enkele leden van een voormalige zeer bekende groep een voor een worden vermoord. Saillant detail is dat het groepje destijds splitste nadat de hoofdzanger zelfmoord pleegde. Er is nu een geluidsband opgedoken met onuitgegeven muzieknummers dewelke gegeerd is door de fans. |

### Seizoen 2
| Aflevering | Samenvatting |
| ---------- | --- |
| 7          | Het verhaal start een jaar later. Honor woont nog steeds in bij Peter Kingdom en is ondertussen bevallen van een zoon Daniel. Twee zussen klagen de gemeente aan: de afspanning aan de duinen ter hoogte van de vuurtoren werd doorknipt. Daardoor is hun hond enkele meters gevallen en heeft hij zijn poot bezeerd. De lokale vrouwengilde voert actie tegen de afbraak van diezelfde vuurtoren. Lyle behandelt de zaak van een hamburgereetkraam. Sinds kort is aan de overkant van de baan een concurrent komen te staan en beiden kunnen elkaar niet luchten. Lyle is verbaasd wanneer de twee mannen broers zijn en kan het dispuut oplossen door hen samen te laten werken. Hij start een relatie met Honor. Beatrice ontdekt dat ze zwanger is waardoor haar psychologische problemen opnieuw opduiken. Zij en Peter zijn verrast wanneer plots Simon in de woonkamer staat. |
| 8          | Simon ontmoet Honor en zijn zoon. Blijkbaar heeft hij ergens in het huis een verborgen kluis met daarin enkele honderdduizenden ponden. Hij is nu op zoek naar een oud dossier waar hij destijds de sleutel in heeft verborgen. Peter heeft alle moeite om Simon te verbergen voor de rest van het dorp. Indien uitkomt dat Simon toch nog leeft, bestaat de mogelijkheid dat het advocatenkantoor ook de deuren moet sluiten. Tante Auriel schakelt de hulp in van Peter: er is een dispuut in het bejaardentehuis tussen meneer Wright, diens dochter en zijn persoonlijke veel jongere verpleegster Heather. Meneer Wright heeft een relatie gestart met Heather. Zijn dochter vreest dat Heather enkel uit is op het geld. Heather werkte vroeger in een ziekenhuis en zou daar ontslagen zijn nadat ze een relatie startte met een patiënt die niet veel later stierf. De patiënt had Heather opgenomen in zijn testament. Lyle behandelt de zaak van een koppel dat aan het strand woont. Het strand wordt regelmatig bezocht door naturisten. Het koppel wil een verbod. Lyle neemt het echter op voor de naturisten. Simon wordt opgepakt door de politie. Beatrice beslist om het dorp te verlaten tot na haar bevalling.                                                             |
| 9          | Sidney schakelt de hulp in van Peter. De Amerikaanse militaire basis heeft het vluchtschema aangepast en nu vliegen er regelmatig straaljagers op lage hoogte over zijn huis. Peter wordt ook aangesproken door een vrouw. Zij beweert zwanger te zijn van een piloot die werkt voor de Amerikaanse luchtmacht maar met de noorderzon is verdwenen toen hij vernam vader te worden. Peter achterhaalt dat de man in kwestie geen piloot is, maar kok. Ook de vrouw blijkt niet de rijke dame te zijn voor wie ze zich uitgeeft. Lyle tracht de verkeersboete van een motorrijdster aan te klagen, maar dat lukt hem enkel wanneer hij kan aantonen wie het voertuig bestuurde. De dame tracht Lyle te verleiden en hij is bereid om iemand te zoeken die zogezegd de brommer bestuurde. De borgsom van Simon is 100 000 pond. Lyle vindt het geld van Simon en betaalt hiermee de borg. Simon verklaart dat hij destijds al zijn spaargeld ergens verborg. |
| 10         | Simon hervat zijn werkzaamheden bij Kingdom & Kingdom, maar al snel blijkt dat hij niet echt competent is. Peter behandelt de zaak van een uitbaatster van een sekswinkel. Ze sloot een contract af met Nigel Pearson waardoor het cricketteam truitjes zou dragen met daarop haar reclame. Echter draagt het cricketteam andere truitjes. Peter achterhaalt dat Nigel met verschillende winkeliers een dergelijk contract afsloot, maar het geld voor zich hield. Lyle neemt de zaak aan van een activiste die actievoert voor/tegen alles wat in haar opkomt. |
| 11         | Peter onderzoekt de zaak van professor Barkway van de Cambridge University. Een vrouwelijke professor deed onderzoek naar het broeikaseffect, maar overleed. Haar lesbische partner is van mening dat zij het volledige onderzoek heeft geërfd en wil daarom de resultaten niet overhandigen aan de universiteit. Lyle wil een wagen kopen en bezoekt de lokale garagist. Hij ontmoet Dave en zijn vriendin die een huis willen kopen. Ze hebben niet voldoende geld. Zijn vader wil hem geld lenen, maar Dave wil dit niet aannemen omdat hij vreest dat hij anders voor de rest van zijn leven in de garage van zijn vader moet werken. Omdat Peter enkele dagen in Cambridge verblijft en Gloria met Sidney op reis is, krijgt Lyle assistentie van Scott. Om extra mensen naar het kantoor te lokken, plaatsen ze een advertentie in de krant. Daar komt echter heel wat meer volk op af dan verwacht. Daarbovenop is er nog een misverstand waardoor Lyle plots eigenaar wordt van tientallen katten. Beatrice bevalt van een dochter. |
| 12         | De onlangs geplaatste sprinklers in het rusthuis gaan te pas en te onpas af. Peter eist van de installateur om het probleem gratis op te lossen omdat er wellicht een defect is of de sprinklers niet goed werden afgesteld. De lokale cafébaas heeft sinds enkele dagen bijen, maar deze zijn spoorloos verdwenen. Een winkelier schakelt de hulp in van Peter: hij heeft een jobstudente aangenomen. Haar ouders moeten wettelijk gezien hun toestemming geven, maar deze blijft uit. Peter en Lyle achterhalen dat het meisje nog te jong is om te werken en dat haar alleenstaande moeder lijdt aan een ernstige longziekte. Lyle zoekt voor het gezin uit hoe zij via de sociale dienst zoveel mogelijk inkomsten kunnen krijgen. In het rusthuis gaat een voorstelling door van Shakespeares The Tempest, maar er breekt noodweer uit en de dam breekt waardoor het stadje onder water komt te staan. Hierbij wordt Lyles nieuwe wagen verwoest. Simon zijn proces is geseponeerd, maar er blijkt een huurmoordenaar hem op de hielen te zitten. Simon vertrekt in allerijl en zegt dat het verstopte geld niet van hem is, maar wel van hun vader. De volgende dag vindt Peter de drijvende bagagekoffer van Simon en start een zoektocht. Hij vindt het lijk van Simon aan het strand. |

### Seizoen 3
| Aflevering | Samenvatting |
| ---------- | --- |
| 13         | Lyle behandelt de zaak van een vrouw die de Blues and Royals aanklaagt wegens vrouwendiscriminatie. Peter helpt een soldaat die in Irak een been verloor. De man in kwestie is van mening dat het ministerie van defensie hem een veel te lage schadevergoeding heeft uitbetaald. Gloria's vader weigert een boot door zijn kanaalsas te laten passeren omdat de eigenaars geen vaartvergunning hebben. |
| 14         | Een boer schakelt de hulp in van Peter omdat er graancirkels in zijn veld werden gemaakt. Hij is er zeker van dat de aarde weldra bezoek krijgt van buitenaardse wezens. Hij vangt zelfs hun berichten op via zijn radio. Een dochter is van mening dat haar ouders niet meer in staat zijn om zelfstandig te leven. Daarom tracht ze een procedure op te starten zodat het huis wordt onteigend en haar ouders wel genoodzaakt zijn om naar een bejaardentehuis te gaan. Lyle treedt op voor de ouders, juridisch assistente Emily spreekt in naam van de dochter. Nadat Lyle de zaak wint, zoekt Emily hem op en ze starten een relatie. |
| 15         | Beatrice start een sekslijn om zo voldoende geld te hebben voor de opvoeding van haar dochter Petra. Ze is geschokt wanneer Petra's vader naar de lijn belt. Nigel Pearson schakelt de hulp in van Lyle omdat de zusters uit hun klooster dreigen gezet te worden. Al snel is duidelijk dat een dubieuze aannemer de zusters wil oplichten. Peter behandelt de zaak van een medisch onderzoekster: haar bedrijfsbadge werd gestolen en iemand heeft het labo gedeeltelijk vernield. De dader steelt ook een cavia die blijkt op te lichten in het donker. Wanneer uitkomt dat de dochter van de onderzoekster achter het vandalisme zit, bekent ze dat ze wil dat haar moeder stopt met werken zodat ze meer tijd voor haar heeft. De moeder verklaart daarop dat haar dochter een zeldzame dodelijke ziekte heeft en dat ze al jaren al haar tijd spendeert naar het zoeken van een geschikt medicijn. |
| 16         | Peter en Beatrice worden aangesproken door een rechter die gechanteerd wordt met foto's waarop hij dames van lichte zeden bezoekt. Peter is geschokt wanneer deze rechter de vader is van Petra. Lyle helpt een groep druïden: zij beweren al honderden jaren een tombe te aanbidden. Deze tombe ligt nu op het golfparcours en de golfers willen niet dat de druïden nog ceremonies houden op hun terrein. |
| 17         | Lyle gaat naar zijn geboorteplaats om zijn moeder te helpen in de strijd tegen de bouw van enkele huizen. Zijn tweelingbroers Callum en Finlay worden gearresteerd na een straatrace. Scott is er zeker van dat tieners met een hoofdkap doelbewust worden bespioneerd. Peter neemt de zaak aan van een vader die het schooloptreden van zijn dochter niet mag filmen van de schooldirectie. Peter voelt zich ziek en valt flauw. |
| 18         | Peter helpt een aristocraat wiens broer wellicht verslaafd is aan heroïne. Omdat de man geen contact wil met Peter, koopt Peter zichzelf een dubieuze adellijke titel, maar wordt daardoor eigenaar van enkele tientallen honden. Nadat Sidney dit verneemt, koopt hij ook zulke titel en wordt daardoor een schapenherder. Lyle onderzoekt de zaak van de vergiftigde rivier. Hierdoor sterven de vissen massaal en dreigt de jaarlijkse viswedstrijd niet door te kunnen gaan. Peter verneemt dat hij diabetes heeft. Verder toont het onderzoek aan dat hij geen bloedverwant is van Simon en Beatrice. Tante Auriel onthult dat hij een andere vader heeft dan Beatrice en Simon. |

## Productie

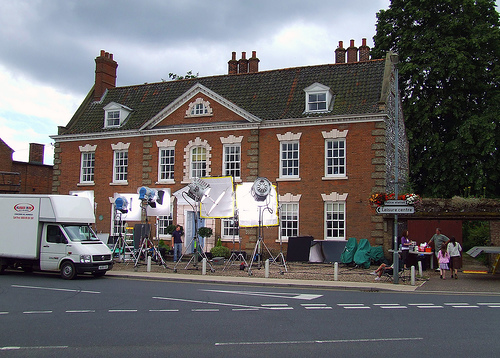
Opnamen in Swaffham

De meeste opnamen zijn gemaakt in de plaats Swaffham.
In oktober 2009 meldde Fry op zijn blog dat ITV vanwege de relatief hoge kosten had besloten met de serie te stoppen.

## Hoofdpersonages
| Acteur          | Personage         | Omschrijving |
| --------------- | ----------------- | --- |
| Stephen Fry     | Peter Kingdom     | studeerde af aan de Universiteit van Cambridge als advocaat en begon te werken in de praktijk "Kingdom & Kingdom" van zijn ondertussen overleden vader. Peter wordt door de bevolking gerespecteerd. Zelf is hij eerder empathisch ingesteld en tracht, soms op de meest bizarre manieren, geschillen op te lossen. |
| Hermione Norris | Beatrice Kingdom  | de ietwat psychisch gestoorde halfzus van Peter. Ze is niet getrouwd en op zoek naar een vriend. Een van deze mannen maakt haar zwanger, maar Beatrice weigert initieel te vertellen wie de vader is. Later komt uit dat de vader een louche rechter is. |
| Karl Davies     | Lyle Anderson     | start als stagiair bij Kingdom & Kingdom. Lyle was de slechtste leerling van zijn jaar en Peter nam hem uiteindelijk aan uit medelijden en om het feit dat Lyle de "X-factor" heeft. Lyle is de underdog en pechvogel van de serie. Hij heeft ook hoogtevrees, zeeziekte, een bijen- en wespenfobie ... Nadat hij afstudeert, wordt hij partner in het kantoor. |
| Celia Imrie     | Gloria Millington | de secretaresse bij Kingdom & Kingdom. Ze werd op redelijk jonge leeftijd weduwe. Zij en Beatrice zijn initieel kat-en-hond, maar de relatie verbetert later. |
| Angus Imrie     | Scott Millinton   | De ondeugende, minderjarige zoon van Gloria: zo trachtte hij te gokken op de paarden en stal uiteindelijk een renpaard, wil allerlei kleine karweitjes doen tegen betaling. |
| Tony Slattery   | Sidney Snell      | is een niet zo hygiënische dorpsbewoner die "het aanklagen van bedrijven en overheidsdiensten" als hobby heeft en te pas en te onpas het kantoor van Peter binnenstapt. Hij start een relatie met Gloria. |
| Phyllida Law    | Auriel            | Ze is een tante en toeverlaat van Peter. Ze woont in een chic bejaardentehuis. |
| John Thomson    | Nigel Pearson     | is kapitein van het lokale cricket-team. Hij heeft heel wat sponsorcontracten afgesloten met lokale winkeliers, maar heeft het geld achtergehouden. Zijn huwelijk dreigt op de klippen te lopen nadat hij ontdekt dat zijn vrouw een buitenechtelijke relatie heeft met Simon Kingdom. Uiteindelijk redt hij zijn huwelijk en Nigel start een praktijk als relatiebemiddelaar. |
| Dominic Mafham  | Simon Kingdom     | is de onbetrouwbare broer van Peter Kingdom. Er wordt aangenomen dat hij, nog voor start van de serie, zelfmoord pleegde omwille van grote schulden. In het tweede seizoen blijkt dat de zelfmoord in scène werd gezet en dat Simon de identiteit heeft aangenomen van een voormalige cliënt van Kingdom & Kingdom. In de laatste aflevering van het tweede seizoen moet hij vluchten voor een huurmoordenaar. Peter vindt op het strand een lijk en er wordt geïnsinueerd dat dit Simon is. Dat wordt bij start van het derde seizoen bevestigd. |